# وشم کاکلی کبراچو
وشم کاکلی کبراچو (نام علمی: Eudromia formosa) نام یک گونه از سرده خوش‌گریزها است.